# Broń wojny secesyjnej
Broń wojny secesyjnej 1861–1865
Wojnę secesyjną uważa się za matkę nowoczesnej wojny totalnej. I w rzeczywistości tak było, ponieważ wojna ta toczyła się we wszystkich aspektach życia (od życia kulturalnego, przez gospodarkę aż po sprawy wojskowe). Na potrzeby wojny produkowano broń na masową skalę. Wcześniejsza wojna z Meksykiem w 1848 roku i okres do roku 1865 (koniec wojny secesyjnej) dały ogromne pole do popisu wynalazcom. Oto najważniejsze wyposażenie, jakie używały armie Północy (Unii) i Południa (Konfederacji).

## Broń ręczna

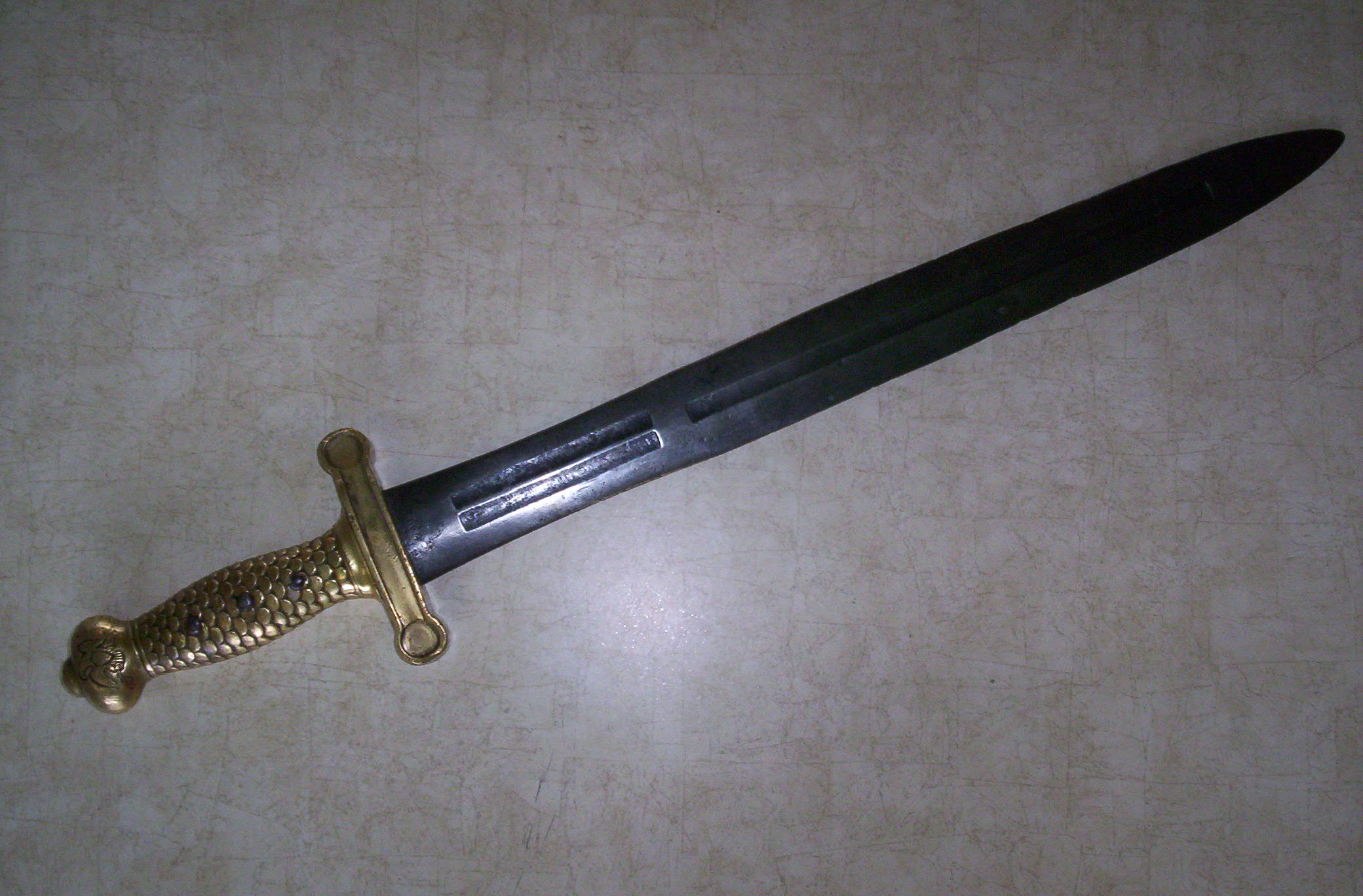
Miecz artyleryjski

- Miecz artyleryjski model 1832 – wydawany artylerzystom
- Szabla dragońska model 1832
- Lekka szabla artyleryjska model 1840 – na wyposażeniu obsługi artylerii konnej
- Miecz podoficerski model 1840 – wydawany sierżantom piechoty. Piechota morska posiadała własną wersję
- Szabla kawaleryjska model 1840

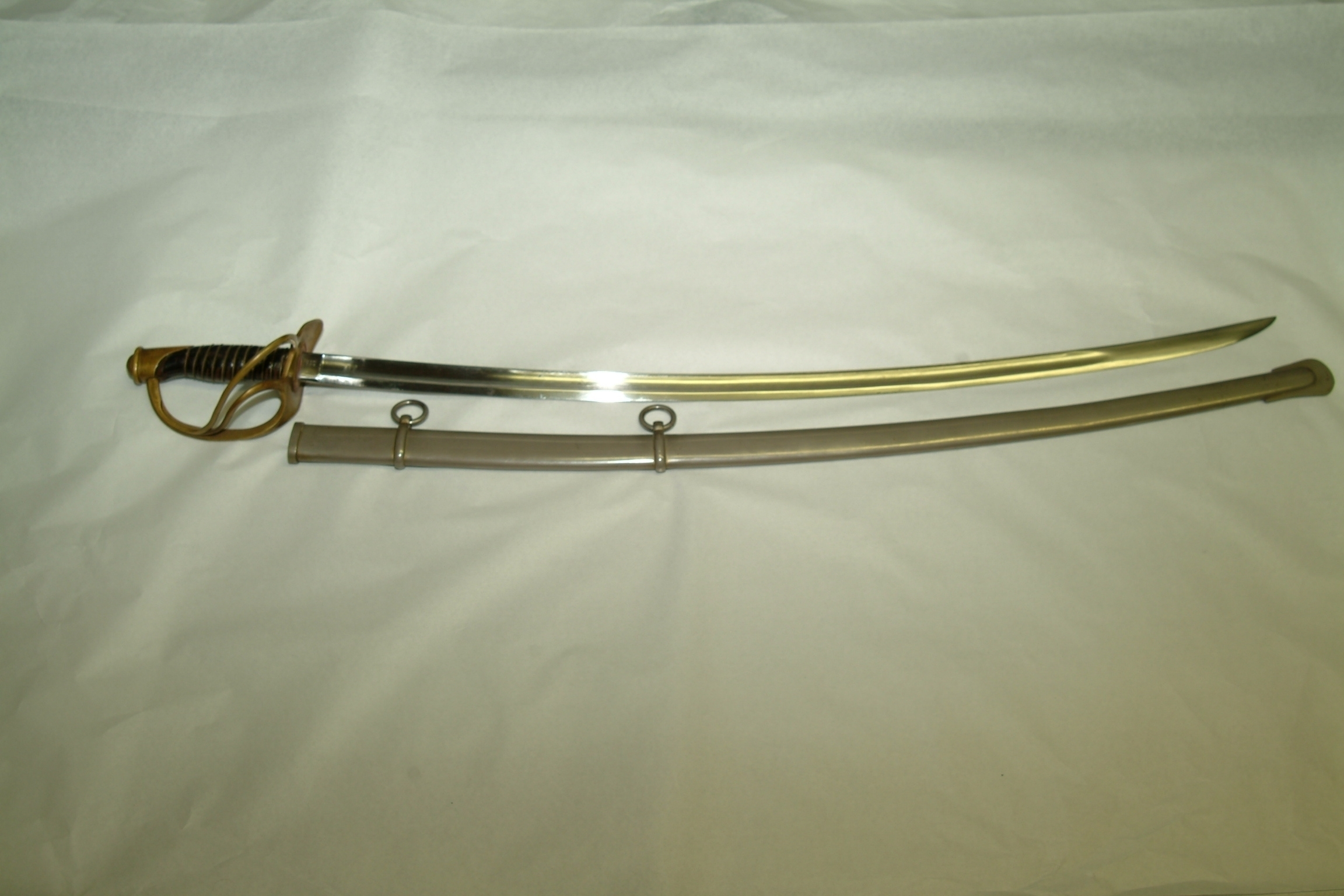
Szabla artyleryjska model 1860

- Lekka szabla kawaleryjska model 1860
- Kordelas model 1860 – na wyposażeniu grup abordażowych
- Szabla mamelucka
- Nóż Bowiego, bagnety, Wykałaczka z Arkansas
- Tomahawki, piki, łuki – używane przez Indian walczących po obu stronach konfliktu

## Rewolwery
- Colt Army model 1860 – najpopularniejszy rewolwer wojsk Unii. Posiadał możliwość przykręcenia kolby, która umożliwiała strzelanie na dalekie dystanse.
- Colt Navy model 1861 – podobny w wyglądzie do Colta Army, miał niższy kaliber (.36) i wyposażano w niego głównie marynarkę.
- Colt Navy model 1851 – broń preferowana wojsk Konfederacji. Wytwarzano wiele jego kopii.
- Colt Dragoon – kawaleria Unii była wyposażana w Colty Dragoon, zaprojektowane podczas wojny amerykańsko-meksykańskiej i służące do zabijania wierzchowców, szarżującego przeciwnika[1].
- Remington model 1858 – główny konkurent Colta, z racji wyjmowanego bębenka, był szybszy w przeładowywaniu, przez co chętnie wybierany przez żołnierzy. Na dodatek był tańszy[2].
- Smith & Wesson Model 1 – alternatywa dla Colta i Remmingtona, zasilana nabojami zapłonu bocznego.
- Starr Double Action – jeden z pierwszych rewolwerów dwutaktowych, jednakże, z racji zawodności konstrukcji był przerabiany na system jednotaktowy.
- Beaumont-Adams – solidny brytyjski rewolwer, zakupywany prywatnie, zarówno przez oficerów Północy, jak i Południa.

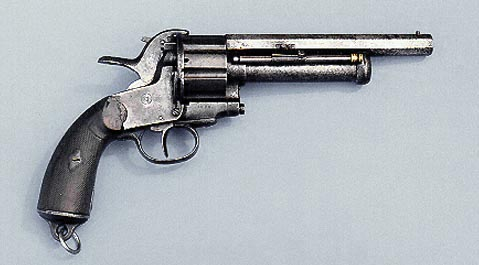
LeMat

- LeMat – prawdopodobnie najbardziej rozpoznawalny rewolwer projektu zagranicznego. Posiadał dwie lufy, ułożone jedna, nad drugą.
- Kerr – wytwarzane przez London Armoury Company na potrzeby kawalerii Konfederacji.
- Lefaucheux M1858 – kolejny francuski rewolwer kapiszonowy, importowany przez Unionistów i Konfederatów.
- Deringery, „pieprzniczki”, pistolety kapiszonowe

## Karabiny
- Karabin (ang. rifle) – karabin z długą lufa przeznaczony dla piechoty
- Karabinek[3] (ang. carbine) – karabin ze skróconą lufą przeznaczony dla kawalerii i artylerzystów

Springfield model 1861
- Produkcja: amerykańska
- Kaliber: 0,58 cala (14,73 mm)
- Dł. broni: 62 cale (1486 mm)
- Dł. lufy: 44 cali (1116 mm)
- Rodzaj lufy: gwintowana
- Ładowanie:od przodu

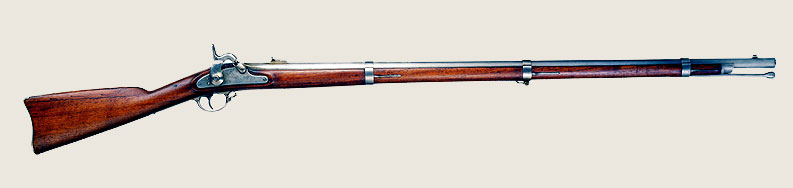
Springfield model 1861

- Rodzaj: jednostrzałowy; kapiszonowy
- Zasięg: maksymalny – ponad 1000 m; (efektywny 450–500 m)
- Inne informacje: łącznie w czasie wojny wyprodukowano ponad 1,5 mln sztuk Springfieldów

Springfield model 1855
- Produkcja: amerykańska
- Kaliber: 0,58 cala (14,73 mm)
- Dł. broni: 58,5 cala (1486 mm)
- Dł. lufy: 40 cali (1016 mm)
- Rodzaj lufy: gwintowana
- Ładowanie: od przodu
- Rodzaj: jednostrzałowy; kapiszonowy
- Zasięg: maksymalny – 915 m; (efektywny 550 m)
- Szybkostrzelność: 3 strzały / min

Enfield model 1853, 1858, 1861
- Produkcja: brytyjska
- Kaliber: 0,577 cala (14,65 mm)

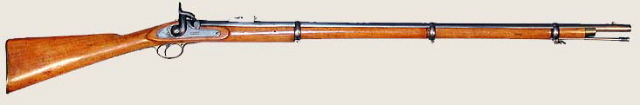
Enfield model 1853

- Dł. broni: model 1853, 1858 brak danych; model 1861 (40,5 cala – 1028 mm)
- Dł. lufy: 39 cali (990 mm); model 1858 (33 cale – 838 mm); model 1861 (24 cale – 609 mm)
- Rodzaj lufy: gwintowana
- Ładowanie: od przodu
- Rodzaj: jednostrzałowy; kapiszonowy
- Zasięg: maksymalny – 1000 m (efektywny zasięg 450 m)
- Szybkostrzelność: brak danych
- Inne informacje: Brytyjczycy dostarczyli w czasie wojny 600 tys. sztuk tej broni

Lorenz model 1854, 1857
- Produkcja: austriacka
- Kaliber: 0,54 cala (13,9 mm)
- Dł. broni: brak danych
- Dł. lufy: brak danych
- Rodzaj lufy: gwintowana
- Ładowanie: od przodu
- Rodzaj: jednostrzałowy; kapiszonowy
- Zasięg: maksymalny 800–1200 m; (efektywny 350 m)
- Szybkostrzelność: brak danych
- Inne informacje: karabin bardzo kiepski i zawodny; celne strzelanie na odległość 1200 m praktycznie niemożliwe

Fayetteville
Mississippi model 1841
Karabin Minie wzór 1851
Karabin Kammerbushe M1849
Whitworth
- Produkcja: brytyjska
- Kaliber: 0,451 cala
- Dł. broni: brak danych
- Dł. lufy: 36 cali
- Rodzaj lufy: gwintowana, heksagonalna
- Ładowanie: od przodu
- Rodzaj: jednostrzałowy; kapiszonowy
- Zasięg: maksymalny 800 m; (efektywny 600 m)
- Szybkostrzelność: brak danych
- Inne informacje: oficjalnie żadna armia nie posługiwała się tą bronią; jednakże często z tej broni likwidowano wielu generałów i dowódców nawet z odległości 600 m

Sharps model 1848, 1859, 1863
- Produkcja: amerykańska

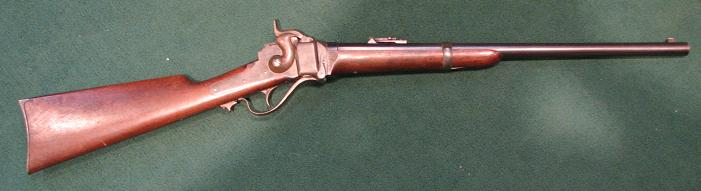
Karabinek Sharps 1863

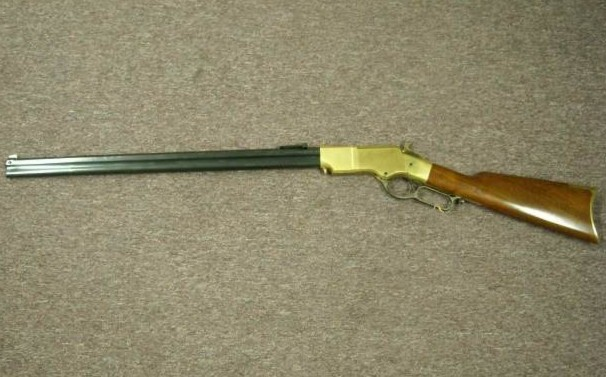
Henry model 1860

- Kaliber: Rifle i Carabine 0,54 cala (13,76 mm)
- Dł. broni: Rifle – 47 cali (1194 mm); Carabine – 39 cali (990 mm)
- Dł. lufy: Rifle – 30 cali (762 mm); Carabine – 22 cale (558,8 mm)
- Rodzaj lufy: gwintowana
- Ładowanie: od zamka
- Rodzaj: jednostrzałowy; nabój częściowo scalony (papierowy patron); odpalany kapiszonem
- Zasięg: około 2 km; celny na 700 yard
- Szybkostrzelność: 5 strzałów / min
- Inne informacje: Ładowanie – po odciągnięciu w dół dolnej dźwigni, pełniącej jednocześnie funkcje kabłąka, przesuwany był w dół blok zamka odsłaniając komorę nabojową. Po umieszczeniu papierowego patronu, zawierającego ładunek prochowy, oraz kuli wewnątrz komory nabojowej, pociągało się za dolną dźwignię, jaka podnosiła do góry blok zamka, który był wyposażony w ostrze, działające jak gilotyna, która odcinała końcowa część patrona. Po odciągnięciu kurka i założeniu na kominek kapiszona broń była gotowa do strzału.

Spencer model 1860
- Produkcja: amerykańska
- Kaliber: 0,52 cala (12,7 mm)
- Dł. broni: brak danych
- Dł. lufy: brak danych
- Rodzaj lufy: gwintowana
- Ładowanie: odtylcowa
- Rodzaj: magazynek rurowy w kolbie na siedem naboi; nabój scalony zapłonu krawędziowego (rimfire)
- Zasięg: maksymalny brak danych; (efektywny 450 m)
- Szybkostrzelność: do 14 strzałów / min
- Inne informacje: karabiny te posiadały magazynek rurowy, którego ładowanie trwało dość długo, żeby skrócić czas ładowania broni wyposażono go w pojemnik z nabojami wsuwany do kolby, co zwiększyło szybkostrzelność; każdy żołnierz miał przy sobie 10 takich pojemników, co dawało mu możliwość dość długiego ostrzału; wyprodukowano 94 tys. sztuk tej broni

Henry model 1860
- Produkcja: amerykańska
- Kaliber: Rifle i Carabine 0,44 cala (11 mm)
- Dł. broni: Rifle – 43 cale (1092 mm); Carabine – 41 cali (1041 mm)
- Dł. lufy: Rifle – 24 cale (609 mm); Carabine – 22 cale (558 mm)
- Rodzaj lufy: gwintowana
- Ładowanie: od przodu
- Rodzaj: magazynek rurowy pod lufą na 16 – naboi; nabój scalony zapłonu krawędziowego (rimfire)
- Zasięg: brak danych
- Szybkostrzelność: 16 strzałów / min
- Inne informacje: magazynek nie wymienny, naboje ładowało się z powrotem do tego samego magazynku; zamówienia rządowe wyniosły 1731 sztuk; wyprodukowano w całych Stanach ok. 10 tys. sztuk tej broni

Colt model 1855
- Produkcja: amerykańska
- Kaliber: 0,56 cala
- Dł. broni: brak danych
- Dł. lufy: 31.25 cala
- Rodzaj lufy: gwintowana
- Ładowanie: bębenek

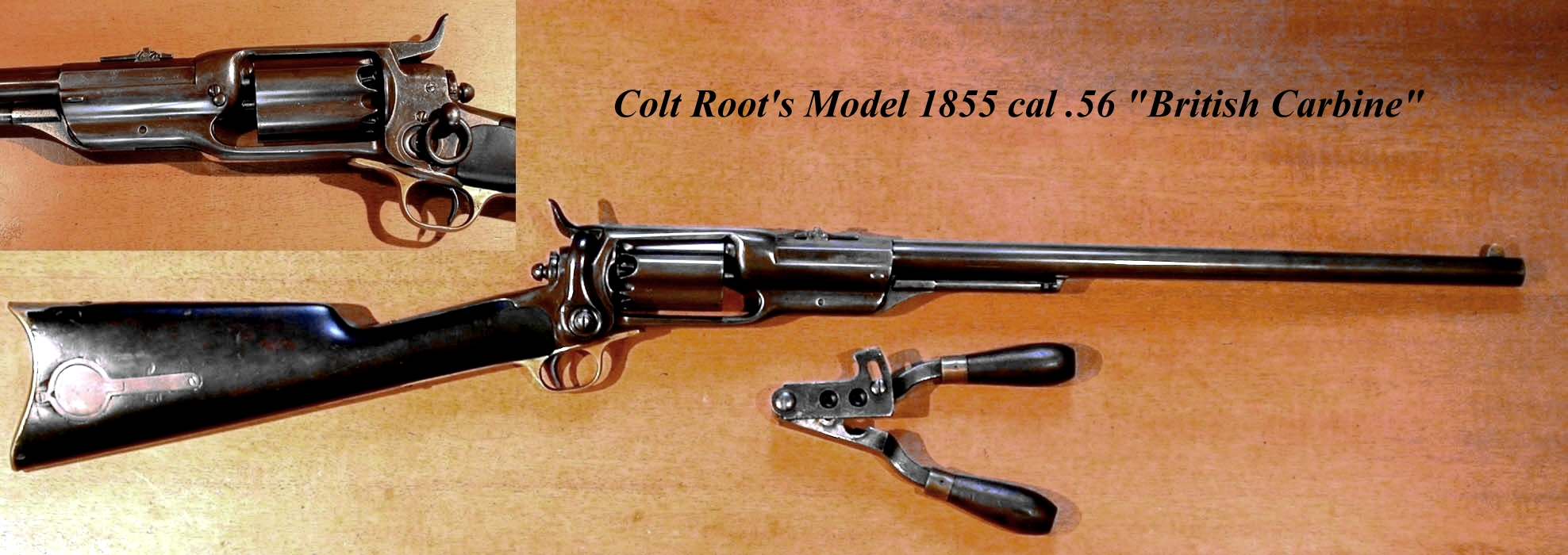
Colt model 1855 cal. 56

- Rodzaj: 5-nabojowy wymienny bębenek ładowany odprzodowo; odpalany kapiszonami
- Zasięg: brak danych
- Szybkostrzelność: 5 – 10 strzałów / min
- Inne informacje: bardzo zawodna broń, często przy strzale odpalał się w bębenku więcej niż jeden nabój, co w rezultacie prowadziło do obrażeń u posiadacza broni; zamówienia rządowe wyniosły 4632 sztuki; wyprodukowano w całych Stanach więcej sztuk tej broni

Tarpley
Triplett & Scott
Smith
- Produkcja: amerykańska
- Kaliber: 0,500 cala (0,512 cala w bruździe)
- Dł. broni: brak danych
- Dł. lufy: brak danych
- Rodzaj lufy: gwintowana – 3 bruzdowa symetryczna, skok 1-62 cala
- Ładowanie: od zamka
- Rodzaj: jednostrzałowy; nabój częściowo scalony (gilza z indyjskiej gumy); odpalany kapiszonem
- Zasięg: brak danych
- Szybkostrzelność: 6 strzałów / min
- Inne informacje: Ładowanie – po naciśnięciu, umieszczonego wewnątrz kabłąka przed spustem, przycisku, który zwalnia blokadę, karabinek można przełamać na pół prawie o 180 stopni na zawiasie znajdującym się w dolnej części baskili, jaki łączył ją z drugą częścią ramy z zamocowaną lufą posiadającą komorę nabojową. Po otwarciu karabinka usuwało się zużytego nabój za wystający jego tył, a do komory nabojowej wkładało się nowy nabój. Nabój częściowo scalony był wykonany z gumy arabskiej i miał kształt walca z otworem w środku wypełnionym prochem, posiadał w dolnej części niewielki otwór przepałowy. Od przodu zamknięty był kulą. Po umieszczeni naboju karabinek się składało, po zamknięciu automatycznie zaskakiwała blokada. Po odciągnięciu kurka umieszczano kapiszona na kominku i karabinek był gotowy do strzału.

Gallager
- Produkcja: amerykańska
- Kaliber: 0,514 cala (0,529 cala w bruździe)
- Dł. broni: brak danych
- Dł. lufy: brak danych
- Rodzaj lufy: gwintowana – 3 bruzdowa symetryczna, skok 1-72 cala od; 1863 6-bruzdowa
- Ładowanie: od zamka
- Rodzaj: jednostrzałowy; nabój częściowo scalony (gilza); odpalany kapiszonem
- Zasięg: brak danych
- Szybkostrzelność: 6 strzałów/min

Merrill
Maynard
- Produkcja: amerykańska
- Kaliber: 0,50 cala (0,514 cala w bruździe)
- Dł. broni: model 2 – 37 ¼ cala
- Dł. lufy: model 2 – 20 cali
- Rodzaj lufy: gwintowana – 3 bruzdowa symetryczna, skok 1-56 cala od; 1863 6 -bruzdowa
- Ładowanie: od zamka
- Rodzaj: jednostrzałowy; nabój częściowo scalony (gilza mosiężna z kryzą); odpalany kapiszonem
- Zasięg: brak danych
- Szybkostrzelność: brak danych strzałów/min

Starr
Palmer
Ballard
Ball
Burnside
Greene
Hall model 1819

## Artyleria

### Artyleria polowa
Działo model „Napoleon” 1857 12-funtowa
- Produkcja: amerykańska
- Kaliber: 4,67 cala (118,7 mm)
- Rodzaj lufy: gładkolufowe
- Ładowanie: od przodu
- Zasięg: 1828 m

Armata 12-funtowa model 1841
- Produkcja: amerykańska
- Kaliber: brak danych
- Rodzaj lufy: gładkolufowe
- Ładowanie: od przodu
- Zasięg: 1520 m

Haubica 12, 24, 32-funtowe
- Produkcja: amerykańska
- Kaliber: 12-funtowa brak danych; 24 – 5,82 cala (147,8 mm); 32 – 6,4 cala (162,5 mm)
- Rodzaj lufy: gładkolufowe
- Ładowanie: od przodu
- Zasięg: 12-funtowa – 980 m; 24-funtowa – 1208 m; 32-funtowa – 1375 m

Armaty Parroty 10, 20, 30-funtowe
- Produkcja: amerykańska
- Kaliber: brak danych
- Rodzaj lufy: gwintowane
- Ładowanie: od przodu
- Zasięg: ponad 2000 m

Armaty Rodman i Ordnance 10-funtowe
- Produkcja: amerykańska
- Kaliber: 3 cale (76,2 mm)
- Rodzaj lufy: gwintowane
- Ładowanie: od przodu
- Zasięg: 3000 m

Armaty Withwort 11-funtowe
- Produkcja: brytyjska
- Kaliber: 2,75 cala (69,8 mm)
- Rodzaj lufy: gwintowane
- Ładowanie: odtylcowo
- Zasięg: maksymalny 9500 m; efektywny (2560 m)
- Inne informacje: pociski o przekroju sześciokątnym, używane przez armie konfederackie

### Artyleria oblężnicza
Armaty Columbia
- Produkcja: amerykańska
- Kaliber: 15 cali (381 mm), 24 cale (609 mm)
- Rodzaj lufy: gwintowane
- Ładowanie: od przodu
- Zasięg: brak danych
- Inne informacje: brak danych

Moździerz „Dictator”
- Produkcja: amerykańska
- Kaliber: 13 cali (330 mm)
- Rodzaj lufy: gwintowane
- Ładowanie: od przodu
- Zasięg: ponad 4000 m
- Inne informacje: strzelał pociskami 220-funtowymi; ważył 7755 kg

### Rodzaje pocisków
- lita kula
- granat (z lontem lub zapalnikiem uderzeniowym)
- szrapnel (pocisk wypełniony kulami karabinowymi; 12-funtowy zawierał 76 pocisków)
- kartacz (blaszana puszka wypełniona trocinami i 49 żelaznymi kulami; kartacz winogronowy – 9 kul na drewnianej wkładce; skuteczny zasięg 450 m)